# Stine Bjerregaard
Stine Bjerregaard (født 5. september 1986) er en dansk skuespiller og radiovært. Hun er blandt andet kendt fra rollen som Yvonne i tv-julekalenderen Olsenbandens første kup.

## Filmografi
- Nonnebørn (1997) – som Benedicte
- Elsker dig for evigt (2002) – som Stine

## Tv-serier
- Olsenbandens første kup (julekalender, 1999) – som Yvonne